# Fare (abbesse)
Pour les articles homonymes, voir Fare.
Sainte Fare (ou Fara ou encore Burgondofara), née vers 595 et décédée vers 655, est une moniale de tradition irlandaise. Sous l'influence de saint Eustache, elle fonde un monastère double dont elle est l'abbesse presque toute sa vie. L'abbaye prendra son nom après sa mort ('abbaye de Faremoutiers). Liturgiquement, sainte Fare est commémorée le 7 décembre.

## Jeunesse
Fille du leude burgond Hagnéric et de sa femme Leodegonde, elle avait trois frères et une sœur : saint Walbert dit aussi Cagnoald, saint Faron, Chagnulfus et Agnetrude. Vers 610, Hagnéric accueillit saint Colomban à l'arrivée de celui-ci à la cour de Thibert II et, ayant établi de bonnes relations avec lui, l'accompagna dans le diocèse de Soissons où ce dernier rencontra la famille de saint Ouen. C'est ainsi que Fare rencontre le saint, une rencontre déterminante pour son avenir. Elle se voue dès lors à Dieu, malgré la résistance paternelle. Après une longue lutte, soutenue par son frère saint Faron, où elle tombe aveugle, son père cède. Elle est guérie de sa cécité par saint Eustache, disciple de saint Colomban, puis abbé de Luxeuil. Elle prend le voile à Champeaux, des mains de l’évêque de Meaux Gondoald.

## Fondation de Faremoutiers
Quelque temps plus tard, son père lui donne un terrain où elle fonde vers 620 l’abbaye de Faremoutiers (c'est-à-dire: le Monastère de Fare). Cette abbaye est un monastère double, ayant sous la même autorité abbatiale deux communautés, une de moines et l'autre de moniales. Fare place ce monastère sous la règle de saint Colomban.

## Vénération
Son culte s'est répandu au XVIIe siècle en Italie par l'ordre franciscain (Capucins), d'abord à Agrigente puis à Cinisi en Sicile où une église paroissiale lui est consacrée depuis 1680 (district de Palerme). Une basilique mineure à sa dévotion se trouve à Bari.
Invoquée pour guérir les maladies des yeux, sainte Fare est liturgiquement commémorée le 7 décembre, et parfois  le 3 avril en Italie dans certaines régions.

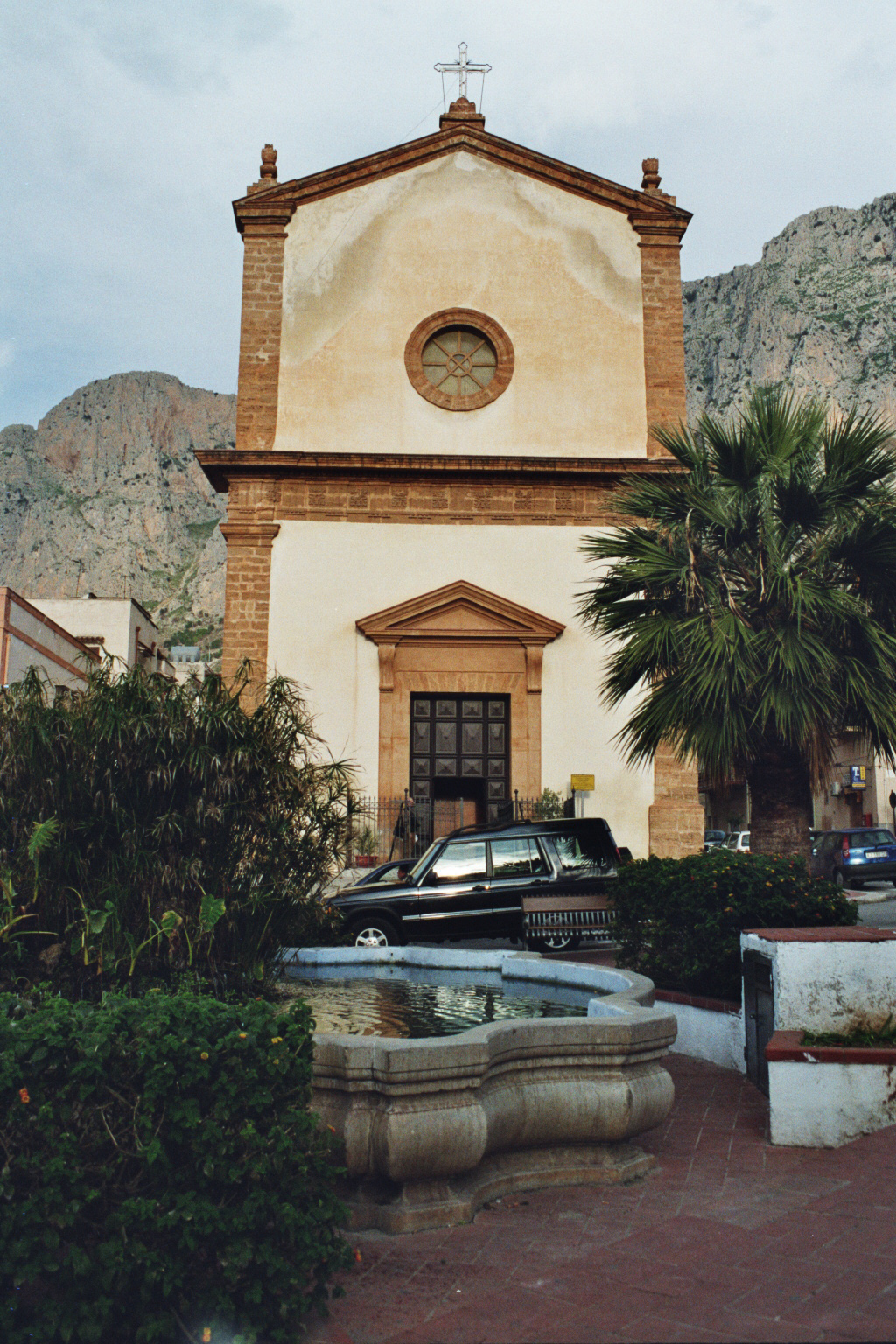
L'église Sainte-Fare à Cinisi, Sicile, Italie.
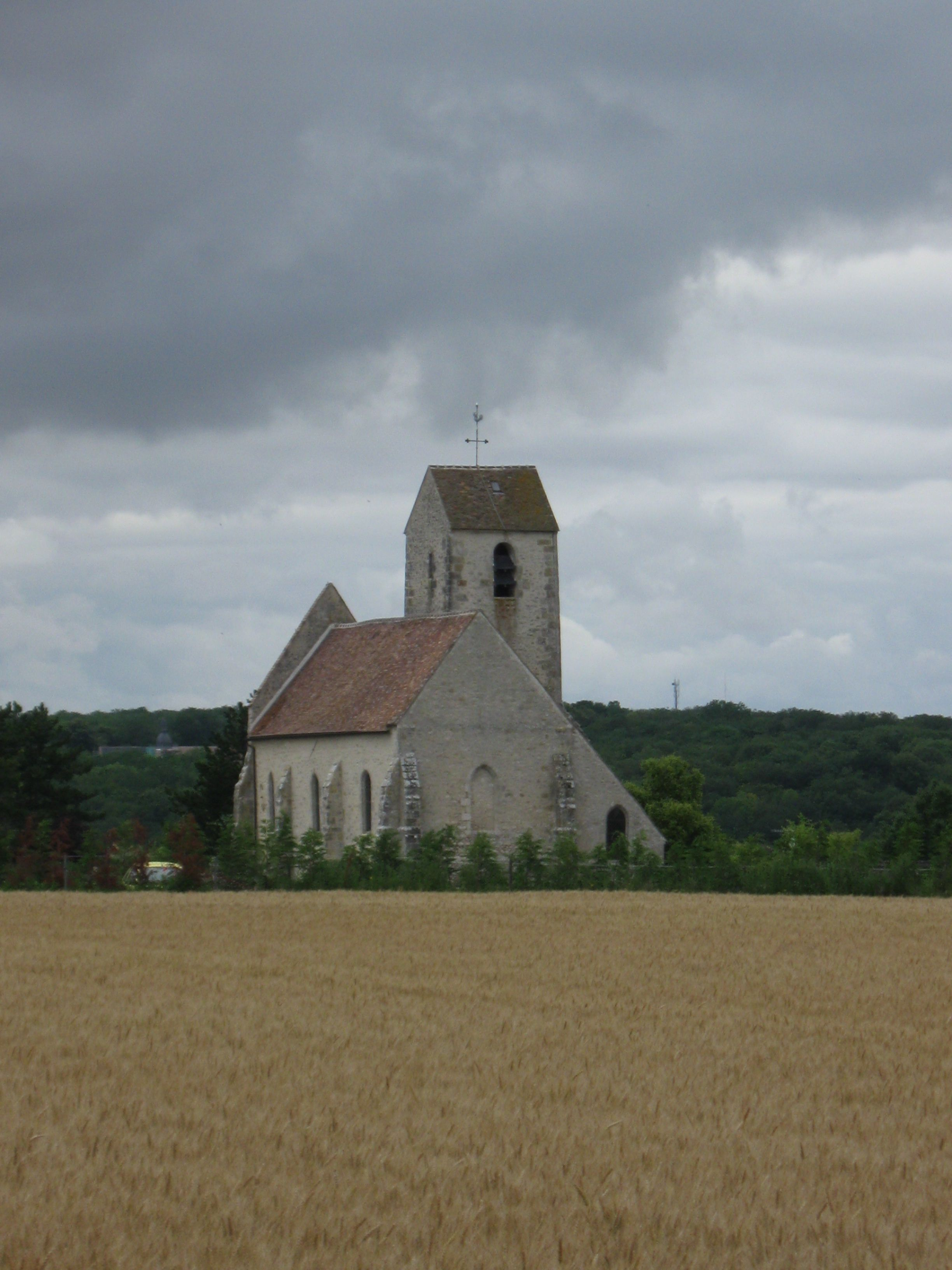
L'église Saint-Maur-Sainte-Fare à Buthiers, Seine-et-Marne.
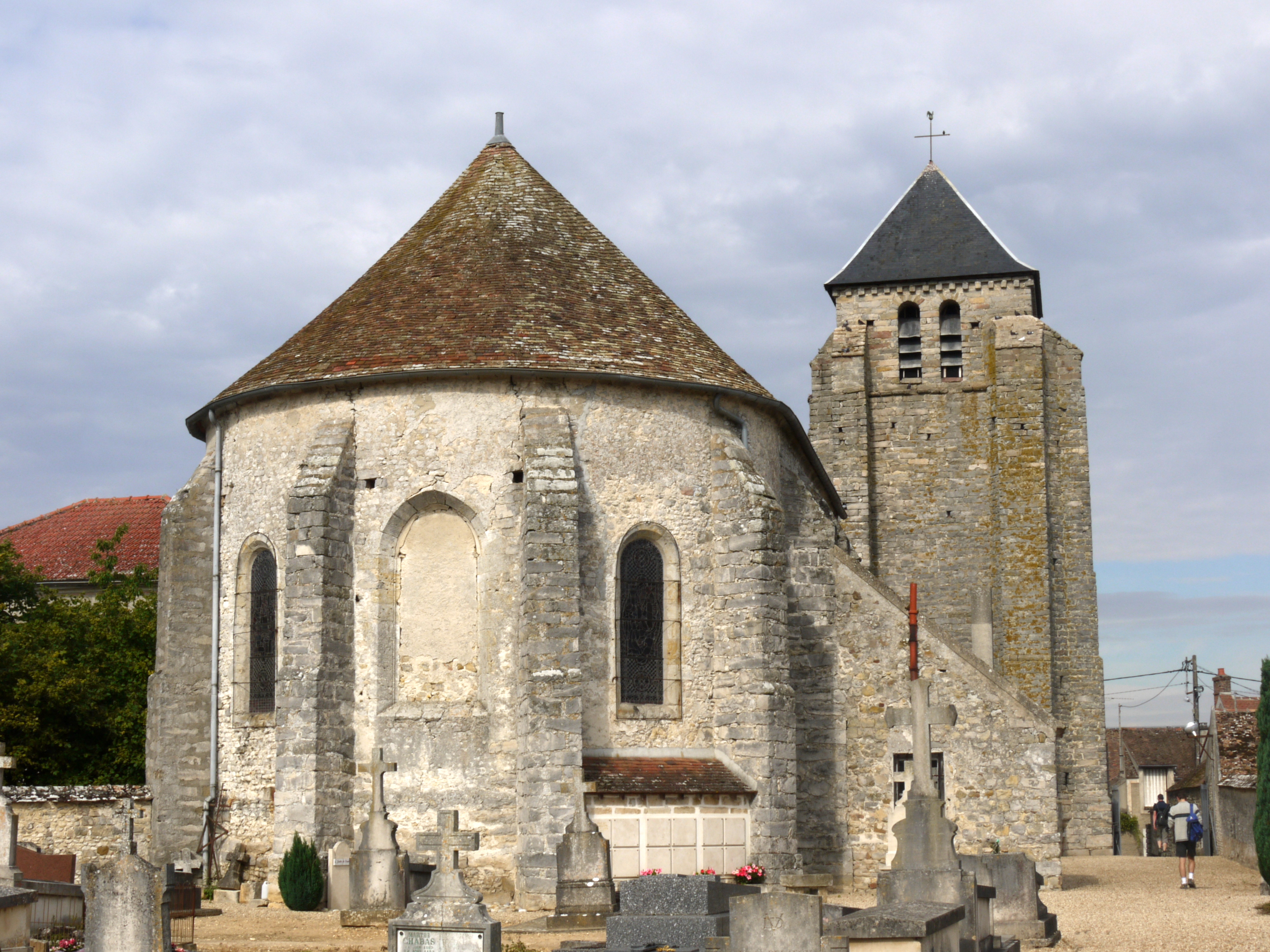
L'église Sainte-Fare d'Achères-la-Forêt.

## Sources
- Régine Pernoud, Les Saints au Moyen Âge - La sainteté d’hier est-elle pour aujourd’hui ?, Paris, Plon, 1984, 367 p. (ISBN 2-259-01186-1), p 94-95
- Robert Regnault, La vie et miracles de Sainte Fare, fondatrice et abbesse de Fare-Monstier en Brie, Paris, éditeur Sébastien Cramoisy, 1626